# Ludvig Andersen
Ludvig Andersen (14. april 1861 i København – 25. oktober 1927 i København) var en dansk arkitekt.
Han blev født 1861 og voksede op hos plejeforældre, husmand i Vindinge ved Roskilde Søren Christensen og Maren Jensdatter.
Han blev murersvend 1880, gik på Teknisk Skole og dernæst på Kunstakademiets Arkitektskole i tiden oktober 1879 til marts 1890. I studietiden arbejdede han hos Hans J. Holm, H.B. Storck, Martin Nyrop og Erik Schiødte.
Ludvig Andersen er kendt som arkitekten bag Det Ny Teater, men forløbet omkring teatrets tilblivelse var dramatisk. Kollegaen L.P. Gudme havde tegnet teatret i 1907, men da byggeriet undervejs blev overtaget af Andersen og fortsat i let ændret form på de allerede etablerede fundamenter udløste det en voldgiftssag, der førte til Ludvig Andersens eksklusion fra Akademisk Arkitektforening på grund af ukollegial opførsel.
Herefter slog Andersen sig ned først i Rudkøbing, senere i Kalundborg, hvor han begge steder udfoldede arkitektvirksomhed.
Han rejste i Tyskland, Belgien og Frankrig 1889 og deltog i Raadhusudstillingen i København 1901 og Charlottenborg Forårsudstilling 1902, 1915-16 og 1922.
Andersen blev gift 4. august 1894 i København med Dagmar Pingel (15. august 1869 i Sønderborg – 6. februar 1940 i Hellerup), datter af advokat, klasselotterikollektør Jacob Claudius Pingel og Anna Hinrichsen. Ludvig Andersen er begravet på Solbjerg Parkkirkegård.

## Værker
- Løgstør Bys og Omegns Sparekasse, Løgstør (1891)
- Pilegården, Pilestræde, København (1897-98)
- Skt. Josephs Kirke og udvidelse af det tilknyttede hospital, København (1900-04)
- Frederiksberg Borgerforenings Stiftelse, Tårnborgvej 14-16, Frederiksberg (1901-02, præmieret 1902)
- Ejendom i Kristiania, nu Oslo (1902-03)
- Gyldendals lagerbygning, Lindgreens Allé 12, Amagerbro (1903)[1]
- Ombygning af og tilbygning til Vesterbrogade 91, København (1904)
- Fuldførelse af Det Ny Teater, København (1908)
- Vesterbrogade 44-46, København (1909)
- Ombygning af det gl. Kgl. Bibliotek til Rigsarkiv, Rigsdagsgården, København (1910-12)
- Bagenkop Kirke (1920)
- Amtssygehuset i Rudkøbing
- Rudkøbing Kommuneskole (1920-21)
- Henckels Skibsværft i Kalundborg
- Grand Hotel, Kalundborg

### Projekter
- Ledningsmaster til De Kjøbenhavnske Sporveje (1899)
- Duevej Skole, Frederiksberg (1904)
- Nyt Rigsarkiv, hvor det gl. Kgl. Bibliotek lå (1907)
- Udbygning af Det Kgl. Teater (1913)

## Galleri
- Bagenkop Kirke